# ファビオ・ドゥアルテ (サッカー選手)
ファビオ・ミゲル・シルヴァ・ドゥアルテ（Fábio Miguel Silva Duarte 、1998年5月11日 - ）は、ポルトガル・アマドーラ出身のプロサッカー選手。リーガ・ポルトゥガル2・ベンフィカB所属。ポジションは、ゴールキーパー。

## クラブ歴
2007年、SLベンフィカの下部組織で選手生活をスタート。その後、ユースチームに昇格。2018年2月18日、1-5で敗れたアウェーのレアル戦でプロデビューを果たした。

## タイトル
ベンフィカ
- UEFAユースリーグ 準優勝: 2016-17